# Leland Melvin
Leland Devon Melvin (Lynchburg, 15 februari 1964) is een Amerikaans voormalig ruimtevaarder. Melvins eerste ruimtevlucht was STS-122 met de spaceshuttle Atlantis en vond plaats op 7 februari 2008. Tijdens de missie werd de Columbus-module naar het Internationaal ruimtestation ISS gebracht.
Melvin maakte deel uit van NASA-astronautengroep 17. Deze groep van 32 ruimtevaarders begon hun training in 1998 en had als bijnaam The Penguins. 
In totaal heeft Melvin twee ruimtevluchten op zijn naam staan. In 2010 ging hij als astronaut met pensioen. Hij bleef nog bij NASA werken tot februari 2014.